# Na tebja upovaju
Na tebja upovaju (На тебя уповаю) è un film del 1992 diretto da Elena Cyplakova.

## Trama
Il film racconta di una donna che ha abbandonato il figlio e ha tentato il suicidio, a seguito del quale è finita in un ospedale psichiatrico e dopo le cure ha ottenuto un lavoro in un orfanotrofio.